# Bezirk Schwerin
Der Bezirk Schwerin wurde 1952 nach Auflösung der Länder in der Deutschen Demokratischen Republik als einer von insgesamt 14 Bezirken eingerichtet. Der Bezirk führte kein Wappen. Gelegentlich wurde das historische Wappen der Stadt Schwerin als Symbol für den Bezirk verwendet.
Der Bezirk Schwerin verdankt seinen Umfang bzw. Zuschnitt der Tatsache, dass der Bezirk Potsdam nur mit den Fragen der Grenzsicherung nach West-Berlin befasst sein sollte. Teile des brandenburgischen Landkreises Westprignitz fielen als neuer Landkreis Perleberg bzw. als Teil des Kreises Ludwigslust an den neuen Bezirk Schwerin, um den Bezirk Potsdam nicht noch zusätzlich mit der Grenze nach Westdeutschland zu belasten.

## Verwaltungsgliederung
Der Bezirk umfasste den Stadtkreis Schwerin sowie folgende Kreise:
1. Kreis Bützow
2. Kreis Gadebusch
3. Kreis Güstrow
4. Kreis Hagenow
5. Kreis Ludwigslust
6. Kreis Lübz
7. Kreis Parchim
8. Kreis Perleberg
9. Kreis Schwerin-Land
10. Kreis Sternberg

Mit der Wiedererrichtung der Länder auf dem Gebiet der DDR im Jahre 1990 wurden die Bezirke aufgelöst. Der größte Teil des Bezirks Schwerin wurde Teil des Bundeslandes Mecklenburg-Vorpommern, mit Ausnahme des Kreises Perleberg, der an Brandenburg ging. 1992 wurde auch noch der westliche Zipfel der Westprignitz um Lenzen (Elbe), der bis 1990 beim Kreis Ludwigslust verblieben war, nach Brandenburg umgegliedert, 1993 dann das Amt Neuhaus an Niedersachsen in Westdeutschland.

## Regierungs- und Parteichefs

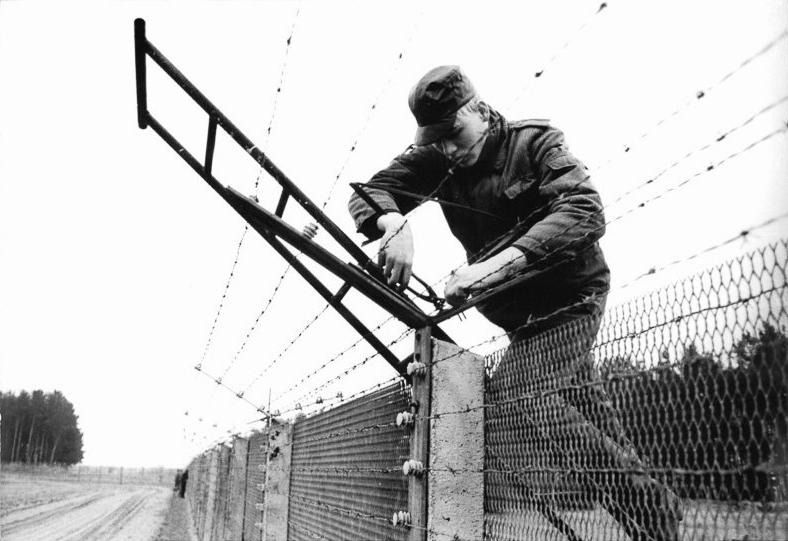
Am 3. Januar 1990 begannen Pioniere der Grenztruppen der DDR mit dem Abbau der Grenzanlagen im Bezirk Schwerin

### Vorsitzende des Rates des Bezirkes
- 1952–1958: Wilhelm Bick (1903–1980)
- 1958–1960: Josef Stadler (1906–1984)
- 1960–1968: Michael Grieb (1921–2003)
- 1968–1989: Rudi Fleck (1930–2012)
- 1990: Georg Diederich (Regierungsbevollmächtigter, * 1949)

### Erste Sekretäre derSED-Bezirksleitung
- 1952–1974: Bernhard Quandt (1903–1999)
- 1974–1989: Heinz Ziegner (1928–2015)
- 1989–1990: Hans-Jürgen Audehm (* 1940)

## Einwohnerentwicklung
- 1958: 634.060
- 1961: 618.900
- 1964: 593.477
- 1971: 598.150
- 1981: 590.135
- 1989: 595.200